# Cratere Gunnr
Gunnr è un cratere sulla superficie di Callisto.